# Ksienija Stołbowa
Ksieenija Andriejewna Stołbowa, ros. Ксения Андреевна Столбова (ur. 7 lutego 1992 w Petersburgu) – rosyjska łyżwiarka figurowa startująca w parach sportowych Fiodorem Klimowem, a następnie z Andriejem Nowosiołowem. Mistrzyni i wicemistrzyni olimpijska z Soczi (2014; złoto drużynowo, srebro w parach sportowych), wicemistrzyni świata (2014), 3-krotna wicemistrzyni Europy (2014, 2015, 2018), zwyciężczyni finału Grand Prix (2015), wicemistrzyni świata juniorów (2011) oraz 3-krotna mistrzyni Rosji (2014, 2015, 2017). 12 lutego 2020 roku ogłosiła zakończenie kariery amatorskiej. 

## Osiągnięcia

### Pary sportowe

#### Z Andriejem Nowosiołowem
| Zawody                 | 19–20          |                |                |                |                |                |                |                |                |                |                |                |                |                |                |                |                |
| Międzynarodowe         | Międzynarodowe | Międzynarodowe | Międzynarodowe | Międzynarodowe | Międzynarodowe | Międzynarodowe | Międzynarodowe | Międzynarodowe | Międzynarodowe | Międzynarodowe | Międzynarodowe | Międzynarodowe | Międzynarodowe | Międzynarodowe | Międzynarodowe | Międzynarodowe | Międzynarodowe |
| ---------------------- | -------------- | -------------- | -------------- | -------------- | -------------- | -------------- | -------------- | -------------- | -------------- | -------------- | -------------- | -------------- | -------------- | -------------- | -------------- | -------------- | -------------- |
| GP Rostelecom Cup      | 5              |                |                |                |                |                |                |                |                |                |                |                |                |                |                |                |                |
| CS Golden Spin Zagrzeb | WD             |                |                |                |                |                |                |                |                |                |                |                |                |                |                |                |                |
| Krajowe                |                |                |                |                |                |                |                |                |                |                |                |                |                |                |                |                |                |
| Mistrzostwa Rosji      | WD             |                |                |                |                |                |                |                |                |                |                |                |                |                |                |                |                |

#### Z Fiodorem Klimowem

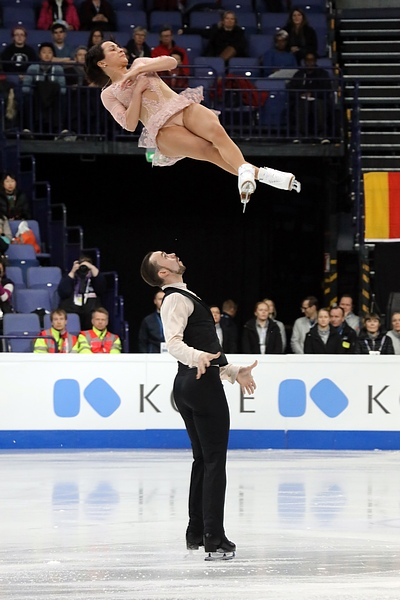
Stołbowa i Klimow na mistrzostwach świata 2017

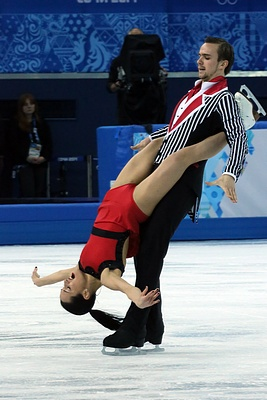
Stołbowa i Klimow na igrzyskach olimpijskich 2014

| Zawody                                | 09–10          | 10–11          | 11–12          | 12–13          | 13–14          | 14–15          | 15–16          | 16–17          | 17–18          |                |                |                |                |                |                |                |                |
| Międzynarodowe                        | Międzynarodowe | Międzynarodowe | Międzynarodowe | Międzynarodowe | Międzynarodowe | Międzynarodowe | Międzynarodowe | Międzynarodowe | Międzynarodowe | Międzynarodowe | Międzynarodowe | Międzynarodowe | Międzynarodowe | Międzynarodowe | Międzynarodowe | Międzynarodowe | Międzynarodowe |
| ------------------------------------- | -------------- | -------------- | -------------- | -------------- | -------------- | -------------- | -------------- | -------------- | -------------- | -------------- | -------------- | -------------- | -------------- | -------------- | -------------- | -------------- | -------------- |
| Igrzyska olimpijskie                  |                |                |                |                | 2              |                |                |                |                |                |                |                |                |                |                |                |                |
| Mistrzostwa świata                    |                |                |                |                | 2              |                | 4              | 5              | WD             |                |                |                |                |                |                |                |                |
| Mistrzostwa Europy                    |                |                | 3              | 6              | 2              | 2              | WD             | 4              | 2              |                |                |                |                |                |                |                |                |
| GP Finał Grand Prix                   |                |                |                |                |                | 2              | 1              |                | 4              |                |                |                |                |                |                |                |                |
| GP Cup of China                       |                |                |                | 3              |                |                |                |                |                |                |                |                |                |                |                |                |                |
| GP NHK Trophy                         |                |                |                |                |                |                |                | WD             | 2              |                |                |                |                |                |                |                |                |
| GP Rostelecom Cup                     |                |                | 4              |                | 4              | 1              | 1              | WD             | 2              |                |                |                |                |                |                |                |                |
| GP Skate America                      |                | 5              |                |                | 3              |                | 4              |                |                |                |                |                |                |                |                |                |                |
| GP Trophée Eric Bompard               |                |                | 7              | 5              |                | 1              |                |                |                |                |                |                |                |                |                |                |                |
| CS Finlandia Trophy                   |                |                |                |                |                |                |                |                | 3              |                |                |                |                |                |                |                |                |
| CS Memoriał Ondreja Nepeli            |                |                |                |                |                |                | 1              |                |                |                |                |                |                |                |                |                |                |
| Bavarian Open                         |                |                |                | 1              |                |                |                |                |                |                |                |                |                |                |                |                |                |
| International Cup of Nice             |                |                |                | 2              |                |                |                |                |                |                |                |                |                |                |                |                |                |
| Warsaw Cup                            |                |                |                |                | 1              |                |                |                |                |                |                |                |                |                |                |                |                |
| Zimowa Uniwersjada                    |                |                |                |                | 1              |                |                |                |                |                |                |                |                |                |                |                |                |
| Międzynarodowe: Kategorie młodzieżowe |                |                |                |                |                |                |                |                |                |                |                |                |                |                |                |                |                |
| Mistrzostwa świata juniorów           | 3              | 2              |                |                |                |                |                |                |                |                |                |                |                |                |                |                |                |
| JGP Finał                             | 7              | 2              |                |                |                |                |                |                |                |                |                |                |                |                |                |                |                |
| JGP w Austrii                         |                | 1              |                |                |                |                |                |                |                |                |                |                |                |                |                |                |                |
| JGP na Białorusi                      | 7              |                |                |                |                |                |                |                |                |                |                |                |                |                |                |                |                |
| JGP w USA                             | 2              |                |                |                |                |                |                |                |                |                |                |                |                |                |                |                |                |
| JGP w Wielkiej Brytanii               |                | 1              |                |                |                |                |                |                |                |                |                |                |                |                |                |                |                |
| Krajowe                               |                |                |                |                |                |                |                |                |                |                |                |                |                |                |                |                |                |
| Mistrzostwa Rosji                     |                | 6              | 2              | 3              | 1              | 1              |                | 1              | 2              |                |                |                |                |                |                |                |                |
| Mistrzostwa Rosji juniorów            | 1              | 1              |                |                |                |                |                |                |                |                |                |                |                |                |                |                |                |
| Zawody drużynowe                      |                |                |                |                |                |                |                |                |                |                |                |                |                |                |                |                |                |
| Igrzyska olimpijskie                  |                |                |                |                | 1 T 1 P        |                |                |                |                |                |                |                |                |                |                |                |                |
| Team Challenge Cup                    |                |                |                |                |                |                | 2              |                |                |                |                |                |                |                |                |                |                |

#### Z Arturem Minczukiem
| Mistrzostwa Rosji          |    |    | 11 |
| Mistrzostwa Rosji juniorów | 12 | 10 |    |

### Solistki
| Zawody                                | 04–05                                 | 05–06                                 |                                       |                                       |                                       |                                       |                                       |                                       |                                       |                                       |                                       |                                       |                                       |                                       |                                       |                                       |                                       |                                       |
| Międzynarodowe: Kategorie młodzieżowe | Międzynarodowe: Kategorie młodzieżowe | Międzynarodowe: Kategorie młodzieżowe | Międzynarodowe: Kategorie młodzieżowe | Międzynarodowe: Kategorie młodzieżowe | Międzynarodowe: Kategorie młodzieżowe | Międzynarodowe: Kategorie młodzieżowe | Międzynarodowe: Kategorie młodzieżowe | Międzynarodowe: Kategorie młodzieżowe | Międzynarodowe: Kategorie młodzieżowe | Międzynarodowe: Kategorie młodzieżowe | Międzynarodowe: Kategorie młodzieżowe | Międzynarodowe: Kategorie młodzieżowe | Międzynarodowe: Kategorie młodzieżowe | Międzynarodowe: Kategorie młodzieżowe | Międzynarodowe: Kategorie młodzieżowe | Międzynarodowe: Kategorie młodzieżowe | Międzynarodowe: Kategorie młodzieżowe | Międzynarodowe: Kategorie młodzieżowe |
| ------------------------------------- | ------------------------------------- | ------------------------------------- | ------------------------------------- | ------------------------------------- | ------------------------------------- | ------------------------------------- | ------------------------------------- | ------------------------------------- | ------------------------------------- | ------------------------------------- | ------------------------------------- | ------------------------------------- | ------------------------------------- | ------------------------------------- | ------------------------------------- | ------------------------------------- | ------------------------------------- | ------------------------------------- |
| International Cup of Nice             | 3 N                                   |                                       |                                       |                                       |                                       |                                       |                                       |                                       |                                       |                                       |                                       |                                       |                                       |                                       |                                       |                                       |                                       |                                       |
| Krajowe                               |                                       |                                       |                                       |                                       |                                       |                                       |                                       |                                       |                                       |                                       |                                       |                                       |                                       |                                       |                                       |                                       |                                       |                                       |
| Mistrzostwa Rosji juniorów            |                                       | 16                                    |                                       |                                       |                                       |                                       |                                       |                                       |                                       |                                       |                                       |                                       |                                       |                                       |                                       |                                       |                                       |                                       |